# 236
Évszázadok: 2. század – 3. század – 4. század
Évtizedek: 180-as évek – 190-es évek – 200-as évek – 210-es évek – 220-as évek – 230-as évek – 240-es évek – 250-es évek – 260-as évek – 270-es évek – 280-as évek
Évek: 231 – 232 – 233 – 234 –  235 – 236 – 237 – 238 – 239 – 240 – 241

## Események

### Római Birodalom
- Maximinus Thrax császárt és Marcus Pupienus Africanus Maximust választják consulnak.
- Maximinus Thrax Sirmiumban telel, majd innen indít hadjáratot az alföldi szarmaták és dákok ellen. A császár caesari (trónörökösi) rangra emeli fiát, Maximust.
- Alig másfél hónappal megválasztása után meghal Anterus pápa. Utódja Fabianus, aki hét egyházkerületre osztja Rómát és mindegyik élére egy diakónust állít.

## Születések
- Csin Vu-ti, kínai császár

## Halálozások
- január 3. – Anterus, Róma püspöke[1]

## Fordítás
- Ez a szócikk részben vagy egészben  a(z)   236 című angol Wikipédia-szócikk ezen változatának fordításán alapul.  Az eredeti cikk szerkesztőit annak laptörténete sorolja fel. Ez a jelzés csupán a megfogalmazás eredetét és a szerzői jogokat jelzi, nem szolgál a cikkben szereplő információk forrásmegjelöléseként.